# Burnt Pine
Burnt Pine je se 180 trvalými obyvateli největší, a z mnoha hledisek i jediné sídlo ostrova Norfolk. Jde o významné ekonomické centrum Norfolku, hlavním městem je však Kingston.
Město je významné z hlediska infrastruktury, blízko města se nachází také letiště.
Souřadnice Burnt Pine jsou 29°2' j.š., 167°57' v.d..